# Чавыча
Чавы́ча (лат. Oncorhynchus tshawytscha) — широко распространённый вид анадромных рыб семейства лососёвых.
Самый крупный из тихоокеанских лососей. Средний размер ходовой чавычи 90 см. В камчатских водах была выловлена самая крупная особь чавычи длиной 247 см и массой 61,2 кг.
Название происходит от её ительменского наименования «човуича». Американцы называют чавычу Chinook salmon, от названия индейцев Чинук, и King salmon — «королевский лосось», а японцы присвоили ей титул «князя лососей».

## Популяции
В азиатских водах обитает в реке Анадырь, на Камчатке, Командорских островах, в Амуре и на северном Хоккайдо. Вдоль американского побережья распространена от южной Калифорнии до залива Коцебу на Аляске, включая Алеутские острова и в Арктике до реки Коппермайн. Наиболее многочисленна в реках Британской Колумбии (Канада), штата Вашингтон (США), а также в реке Сакраменто (штат Калифорния).
Вследствие масштабного браконьерства на Камчатке в ряде водоёмов полуострова чавыча практически полностью исчезла. В настоящее время промышленный лов этой рыбы полностью запрещён на всём западном побережье Камчатки, на восточном чавыча разрешена лишь в качестве прилова.

## Внешний вид
Спина, спинной и хвостовой плавники покрыты мелкими кругловатыми чёрными пятнами. От других лососей чавыча отличается большим (больше 15) числом жаберных лучей. Брачный наряд выражен слабее, чем у такой рыбы как кета, горбуша и лишь самец во время нереста становится черноватым, с красными пятнами. Некрупную чавычу можно спутать с кижучем, но для чавычи характерны чёрные дёсны на нижней челюсти, а мелкие тёмные пятнышки покрывают не только её спину и хвостовой стебель, но и обе лопасти хвостового плавника.

## Нерест
Для нереста чавыча заходит в крупные реки, по которым поднимается часто на огромные расстояния (до 4 тысяч километров). Нерестится в июне — августе, в реках Северной Америки — также осенью и зимой. Нерест чавычи длится всё лето. Могучая рыба не боится быстрого течения (1—1,5 м/сек) и выбивает хвостом нерестовые ямы в крупной гальке и булыжниках. Самка откладывает до 14 тысяч более крупных, чем у кеты, икринок. Вышедшие из икры мальки довольно долго (от 3—4 мес до 1—2 лет), как и мальки красной, остаются в реке; некоторые из них, особенно самцы, там созревают, достигая в длину 75—175 мм в 3—7-летнем возрасте. Существует карликовая форма, представленная только самцами, которые достигают половой зрелости не выходя в море при длине 10-47 см в 2-летнем возрасте и участвуют в нересте наравне с проходными самцами. В американских реках встречаются и настоящие жилые формы. В реке Колумбия чавыча представлена двумя формами — весенней и летней.
Сроки нереста у этих форм наследственны. В море чавыча живёт от 4 до 7 лет. Это довольно холодолюбивый вид и нагуливается предпочтительно в водах Берингова моря, прилегающих к гряде Командорских и Алеутских островов. Молодь в реке питается воздушными насекомыми и их личинками, ракообразными и молодью рыб. В море основу питания чавычи составляют планктонные ракообразные, мелкая рыба и кальмары.

## Чавыча как объект промысла
Чавыча является ценным объектом рыбного промысла. Вкусовые качества мяса чавычи славились издавна. Исследователь Сибири и Камчатки С. П. Крашенинников писал: «Из тамошних рыб нет ей подобной вкусом. Камчадалы так высоко почитают объявленную рыбу, что первоизловленную, испёкши на огне, съедают с изъявлением превеликой радости».

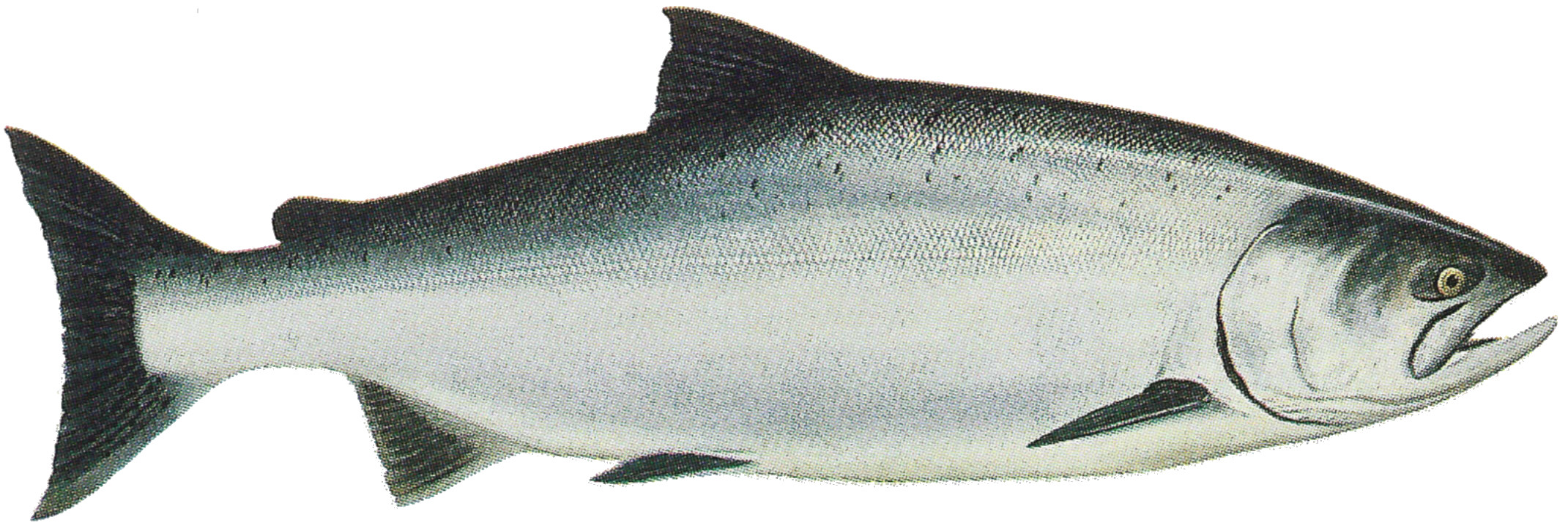
Океаническая форма (самец)
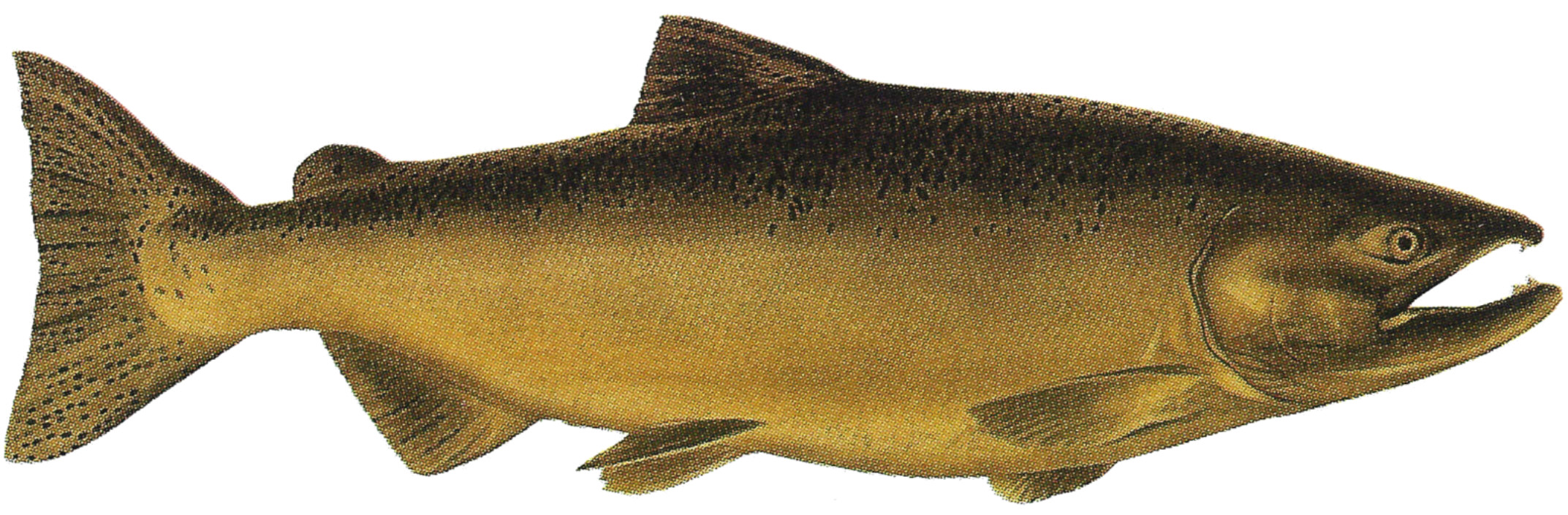
Пресноводная форма (самец)
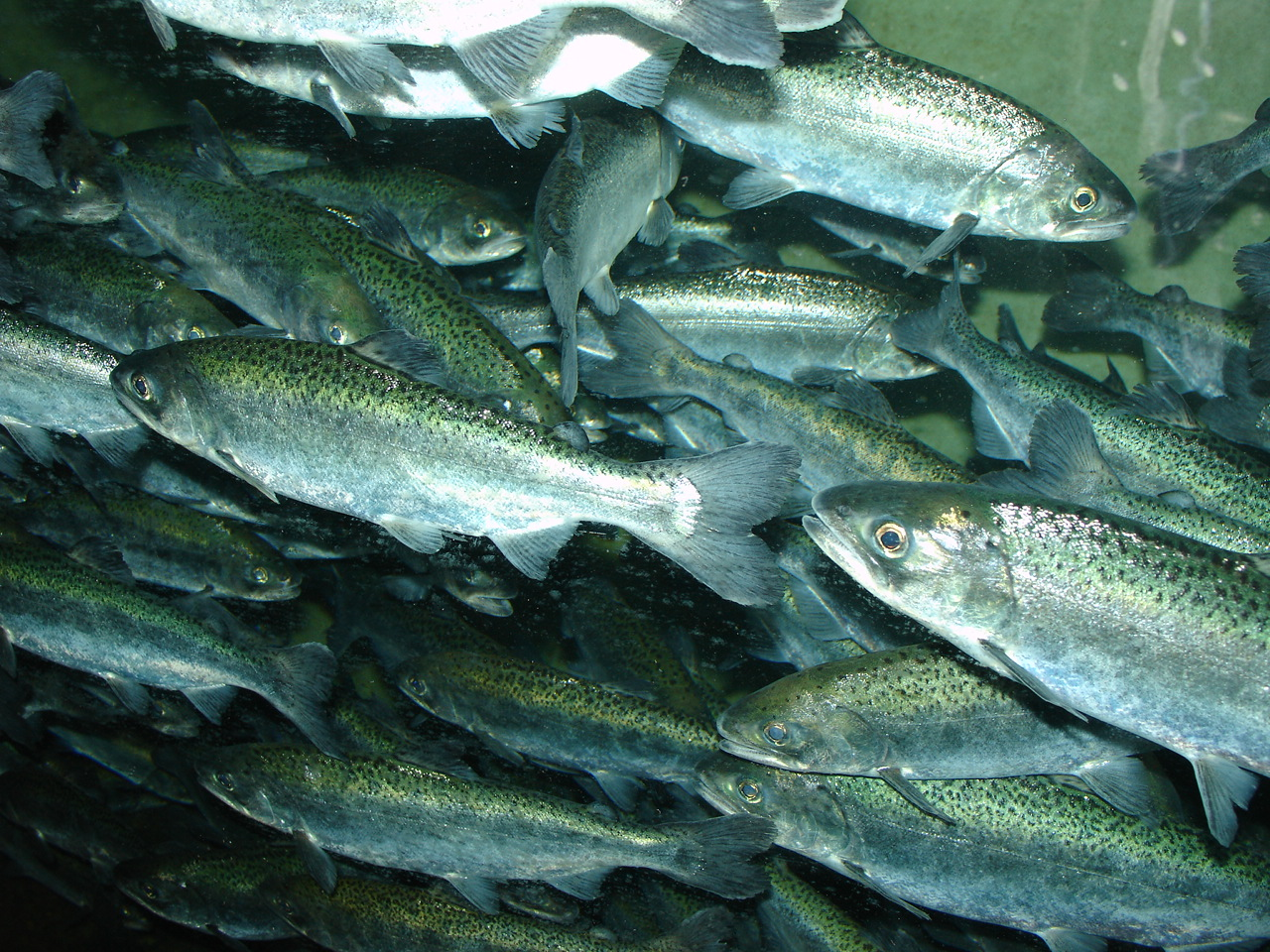
Стая
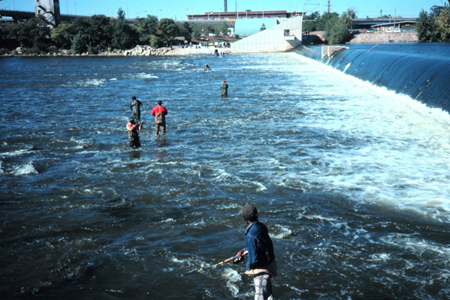
Спортивная ловля